# Tom Pearce
Thomas 'Tom' Pearce, född 12 april 1998, är en engelsk fotbollsspelare (vänsterback) som spelar för Wigan Athletic. Han har också representerat det engelska U21-landslaget.

## Klubblagskarriär

### Leeds United
Efter att ha tillhört Evertons akademi kom han till Leeds 2014, och den 9 juni 2016 skrev han på sitt första proffskontrakt med klubben. Under säsongen 2017/2018 imponerade Pearce i U23-laget, och den 7 januari 2018 blev han för första gången uttagen i a-lagstruppen, som icke-använd avbytare mot Newport County i FA-cupen.
Den 17 mars 2018 gjorde Pearce sin professionella debut, då han som följd av en skada på Laurens de Bock fick starta som vänsterback i en Championship-match mot Sheffield Wednesday. Den 21 april 2018, i sin tredje seniormatch, gjorde Pearce sitt första mål för Leeds i en seger med 2-1 över Barnsley. Hans kontrakt med Leeds gick ut samma sommar, och flera klubbar, bland andra i Premier League, visade intresse för att värva spelaren. Den 7 juni 2018 skrev Pearce på ett nytt fyraårskontrakt med Leeds United.
Efter att Leeds under sommaren 2018 värvat vänsterbacken Barry Douglas, fick Pearce mer begränsat med speltid. Han figurerade fem gånger under hösten, varav två inhopp i serien.

#### Scunthorpe United (lån)
Den 31 januari 2019 lånades Pearce ut till Scunthorpe United för resten av säsongen. Den 9 februari gjorde han sin League One-debut för klubben i en seger med 2–0 över Accrington Stanley. Pearce spelade nio seriematcher för Scunthorpe, och gjorde ett mål.

### Wigan Athletic
Sommaren 2019 var Pearce nära en övergång till Barnsley, men efter att Wigan Athletic lagt ett sent bud skrev han på ett treårigt kontrakt med dem strax innan transferfönstret stängde den 8 augusti 2019. Övergångssumman rapporterades ligga omkring 250 000 pund. I januari 2022 skrev han på ett nytt 2,5-årskontrakt med klubben.

## Landslagskarriär
Efter sina insatser för Leeds United under våren 2018 blev Pearce uttagen till Englands U21-trupp i Toulon-mästerskapet, som laget vann för tredje året i rad.